# Herpy-l'Arlésienne

Herpy-l'Arlésienne este o comună în departamentul Ardennes din nordul Franței. În 1 ianuarie 2022 avea o populație de 213 de locuitori.